# Monastère de Konevets

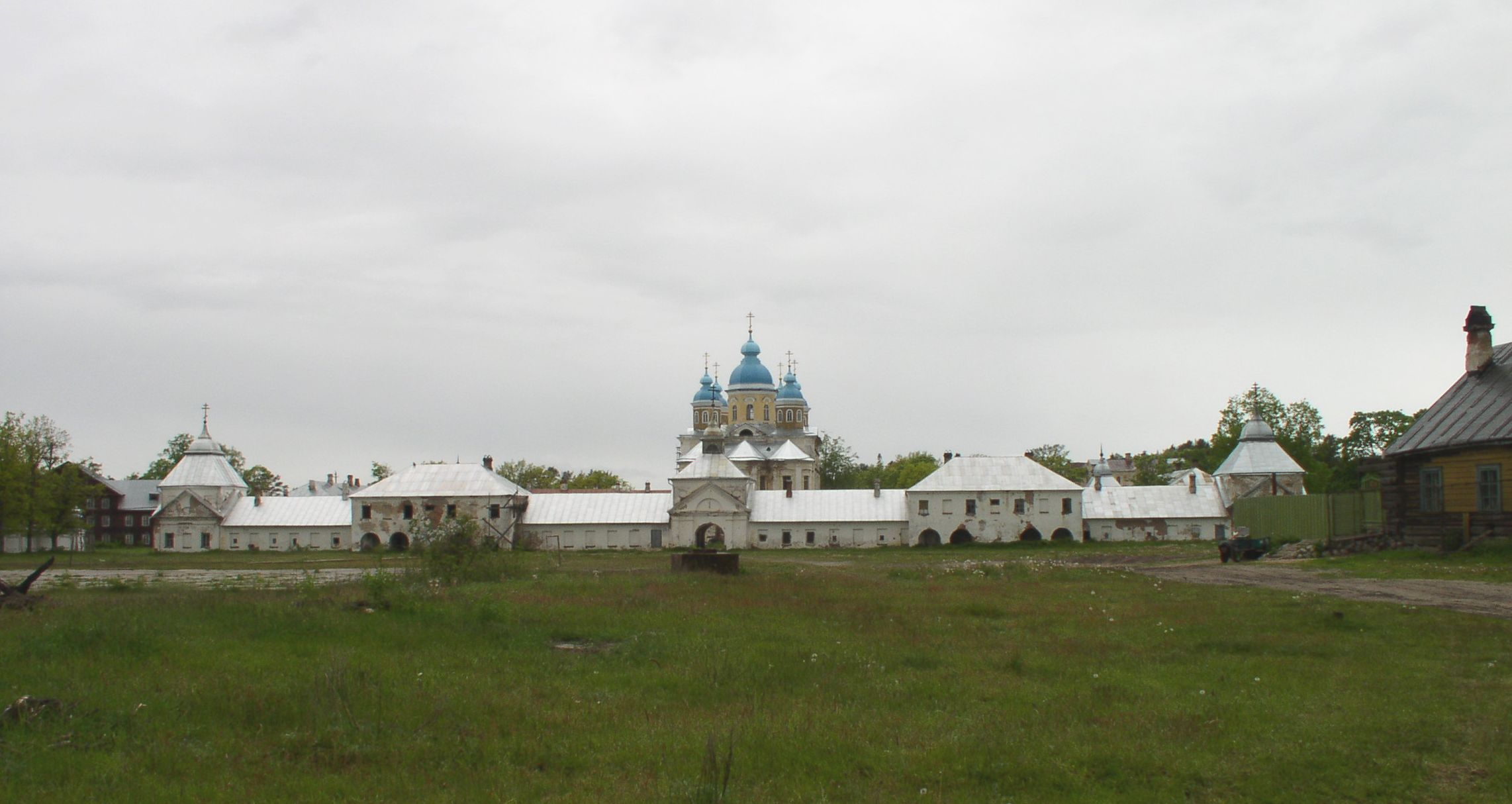
Le monastère de Konevets

Le monastère de la Nativité-de-la-Mère-de-Dieu de Konevets (en russe : Коневский Рождество-Богородичный монастырь, en finnois : Konevitsan Jumalansynnyttäjän syntymän luostari) est un monastère orthodoxe russe d'hommes situé sur l'île de Konevets dans le lac Ladoga en Carélie (Nord-Ouest de la Russie). Il est dédié à la Nativité de Marie.

## Histoire

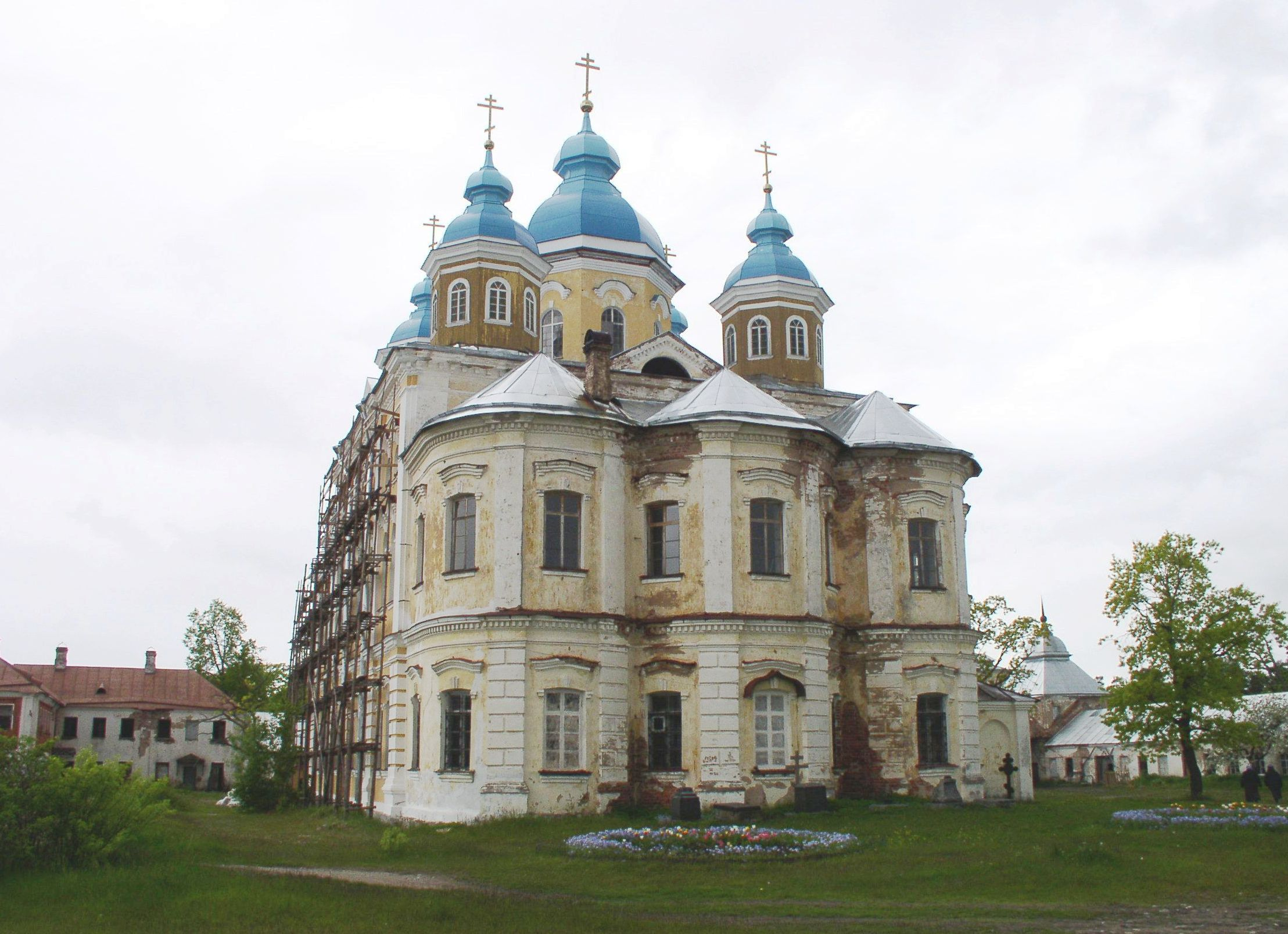
Collégiale (catholicon) de la Nativité-de-la-Mère-de-Dieu.

Autrefois l'île de Konevets était habitée par une tribu finnoise païenne qui y vénérait une idole qui se trouvait sur la roche Hevoskivi (Kon-Kamen en russe), énorme bloc de granite qui a donné son nom à l'île. Le monastère est fondé en 1393 par saint Arsène de Konevets, venu de Novgorod pour évangéliser la région. L'église de la Nativité est construite en 1421 et abrite une icône de la Théotokos avec l'Enfant Jésus sur les genoux qui tient une colombe, symbole du Saint Esprit et de la pureté de l'âme, rapportée du mont Athos par saint Arsène. Cette icône est dite de Konevets ou de la Montagne Sainte. En raison des inondations, l'emplacement du monastère a varié. L'île mesure 6 km sur 2 km environ et se trouve à 5 km de la rive du lac Ladoga. Comme son jumeau, le monastère de Valaam, il est connu pour ses activités missionnaires.
Saint Arsène de Konevets est considéré comme une référence de toute une tendance de l'orthodoxie en Amérique du Nord,,,.
Les troupes suédoises l'envahissent entre 1614 et 1617 pendant la Guerre d'Ingrie et les moines s'enfuient à Novgorod au monastère de Derevianitsy. Lorsque la région retourne à la Russie, l'empereur Pierre le Grand donne en 1718 la permission au supérieur du monastère de Derevianitsy de refonder Konevets. Le monastère de Konevets prend son indépendance de Derevianitsy en 1760. Après 1812, le monastère fait partie du territoire du grand-duché de Finlande associé par union personnelle à la couronne de Russie.

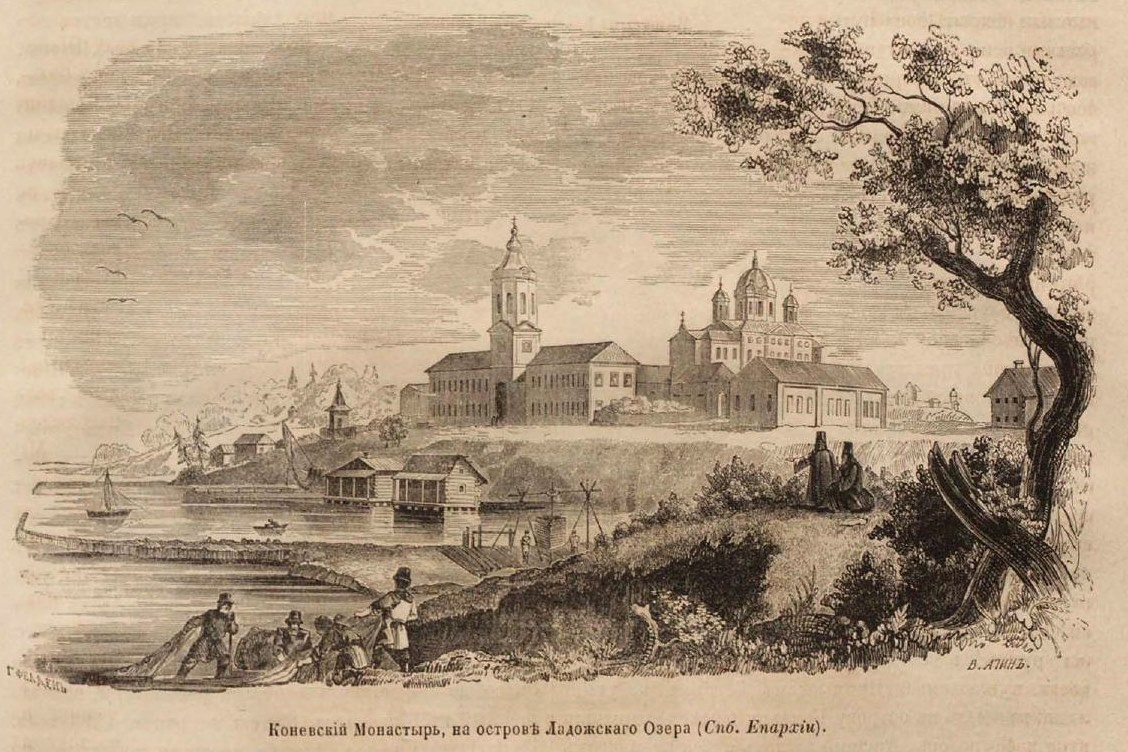
Le monastère dans les années 1870.

L'âge d'or du monastère se déroule au XIXe siècle et sa réputation est grande à la Cour et dans la capitale impériale. Une nouvelle collégiale avec cinq dômes est construite en 1800-1809, le clocher de 35 mètres de hauteur en 1810-1812 et deux skites (ermitages) à l'emplacement originel du monastère, une dédiée à Notre-Dame de Konevets et l'autre à Notre-Dame de Kazan. Une nouvelle châsse en argent orne la tombe de saint Arsène dans la collégiale de la Nativité dès 1849. L'empereur Alexandre II s'y rend en pèlerinage avec sa famille le 28 juillet 1858. Alexandre Dumas et Fiodor Tiouttchev le visitent aussi. Nikolaï Leskov décrit les impressions de sa visite en 1873.
Après la révolution de 1917, le monastère se trouve dans la nouvelle Finlande indépendante et passe sous la juridiction de l'Église orthodoxe de Finlande. Des soldats finlandais s'installent dans les hôtelleries du monastère et l'île est défendue par une unité militaire.
Les moines évacuent devant l'avancée des forces de l'Armée rouge le monastère une première fois le 13 mars 1940, prenant avec eux l'icône de Notre-Dame de Konevets, certaines reliques de saint Arsène. Le kovch et la croix pectorale de saint Arsène se trouvent aujourd'hui au musée de Kuopio en Finlande. Des manuscrits précieux comme un psautier du XIVe siècle sont transférés à Moscou et se trouvent aujourd'hui à la Bibliothèque nationale russe. Les moines retournent au monastère pendant une courte période entre 1941 et 1944, mais ils doivent repartir en août 1944 lors de la guerre de Continuation et de la victoire soviétique contre les troupes finlandaises et leur allié allemand dans la région. 
Ils rejoignent alors les moines du monastère de Valaam qui ont évacué le leur (sur le même lac Ladoga) en février 1940 pour aller fonder le monastère de Nouveau Valamo à Heinävesi en Finlande orientale.
Pendant la période soviétique, le monastère abrite une unité militaire. 
En 1990, c'est l'un des premiers monastères russes à reprendre une vie monastique. 
En 2004, le monastère est très largement restauré.